# Budynek przy ul. św. Jana 1/3 w Toruniu
Budynek przy ul. św. Jana 1/3 w Toruniu – zabytkowy budynek położony na Starym Mieście na rogu ulicy Łaziennej i św. Jana w Toruniu, dawna siedziba Kolegium jezuickiego. Podczas zaboru pruskiego w budynku mieściły się koszary. W latach 1970–1972 budynek restaurowano. Podczas prac przywrócono częściowo formy barokowe z klasycystyczną fasadą oraz odsłonięto fragment wnęki z polichromiami w stylu gotyckim, usunięte przez władze niemieckie podczas zaborów. Obecnie w budynku znajduje się Medyczno-Społeczne Centrum Kształcenia Zawodowego i Ustawicznego w Toruniu.